# Spragdtjärnen
Spragdtjärnen är en sjö i Sunne kommun i Värmland och ingår i Göta älvs huvudavrinningsområde. Sjöns area är 0,018 kvadratkilometer och den befinner sig 241 meter över havet.